# Загибель тургрупи Коровіної
Загибель тургрупи Коровіної — інцидент на гірському хребті Хамар-Дабан 5 серпня 1993 року. Група з дев'яти туристів під керівництвом Людмили Коровіної, що здійснювала піший похід, загинула майже в повному складі — вижила тільки 17-річна Валентина Уточєнко.

## Хронологія подій
Туристична група була сформована в турклубі «Азимут», що діяв при педагогічному училищі міста Петропавловськ. Керівницею групи була досвідчена туристка, майстер спорту СРСР, Людмила Іванівна Коровіна, яка особисто відбирала учасників походу.
Безпосередньо похід проходив в рамках «Туріади» — масових походів у ліси і гори по всій Росії. Л. І. Коровіна, як вже бувала на гірському хребті Хамар-Дабан, самостійно за півроку до виходу почала розробляти маршрут і порядок руху групи, хронометраж, харчовий раціон.
Маршрут починався від станції Муріно, проходив через Лангутайський перевал, виходив на гребінь хребта, що веде до вершини Хан-Ула (2371м), далі до гольця Ягідний (2204м), через вершину 2310, також відому, як пік Ретранслятор (назва Третранс виникла, судячи з усього, в результаті помилки в одному зі звітів про пошук експедиції, що перекочувала потім у все більш пізні джерела), спускався до річки Снєжної. Далі через Патове озеро, через Утулік, через перевал Чортове озеро виходив до Слюдянки. Загалом 210—230 кілометрів. Маршрут був заявлений 3-й категорії складності.
Пізніше Валентина Уточєнко пояснювала, що маршрут тургрупи Коровіної був «страхувальним» по відношенню до іншої тургрупи, у якої була 4-а категорія складності (маршрут пролягав по річці Хара-Мурин до озера Патове) і де учасницею була 16-річна дочка Л. І. Коровіної — Наталя. З даною групою планувалося зустрітися в районі озера Патове.
Давши на пошті станції Муріно телеграму рятувальникам про вихід, група стартувала 2 серпня і практично одразу зіткнулася з негодою — сильним дощем, під яким вони піднялися на Лангутайський перевал. На перевалі туристи зупинилися і зробили днювання, після чого продовжили шлях під проливним дощем. Група зійшла на вершину Хан-Ула, пройшла по хребту і опинилася на водороздільному плато річок Анігта і Байга. Остання ночівля групи була біля озера Галич. До вечора 4 серпня, подолавши за ці дні близько 70 км, туристи вийшли до висоти Третранс, на схилі якої було прийнято рішення заночувати. До ранку 5 серпня до проливних дощів додався мокрий сніг. Далі події розвивалися наступним чином:
5 серпня, 10 година ранку. Прийшов Крисін, сказав, що вони намокли і замерзають. Йшов сніг, орієнтирів не видно. Зібрали рюкзаки і стінкою стали спускатися вниз в сторону долини Снєжна. Пройшли метрів 10, став падати Крисін. Намагалися піднімати, він падав знову. Біля нього залишилася Коровіна. Іншим дала команду спускатися вниз. Але майже відразу зупинила групу і попросила піднятися за нею кому-небудь. Таня дістала тент, і інші сховалися під ним. Я піднялася до Коровіної. Очі у Саші були величезні. Байдужий погляд. Коровіна намацала пульс і сказала, що серце не б'ється. Попросила потягти Віку вниз. Я повернулася до тієї, а вона мене вкусила. Я дотягнула її до інших. Тетяна стала битися головою об каміння. Денис сховався за каміння і заліз в спальник. Підповзла до Коровіної, а та не дихала. Намагалася підняти Тимура. Коли зрозуміла, що ніхто не рухається, стала спускатися вниз до дерев. Одяглася і лягла в спальник, сховалася тентом. Вранці піднялася вгору, побачила Таню на каменях, Дениса, Тимура, Віку. Вище — Сашу і Коровіна. Ніхто з них більше не воскрес.— Фільм Володимира Жарова «Жду и Верю»
Валентина, зрозумівши, що потрібно вийти до місця можливої зустрічі з людьми, взявши з рюкзаків загиблих їжу і карту, прикривши тіла целофаном, спустилася до річки Анігта, де провела ніч на 7 серпня.
Наступного дня вона натрапила на занедбану ретрансляторну вишку на висоті 2 310 метрів, де провела ще одну ніч в повній самоті. На ранок, помітивши стовпи що йдуть вниз, Валентина в надії, що вони приведуть її до людей, рушила в дорогу. Однак будинки, до яких були проведені дроти, виявилися покинутими. Незабаром дівчина вийшла на річку Снєжну і вирушила вниз за течією. Тут їй довелося ще раз переночувати, щоб на наступний день продовжити пошуки людей. 9 серпня, пройшовши 7-8 кілометрів, виснажена, вона зупинилася і розтягнула на кущах біля води свій спальник. В цей час по річці здійснювала сплав група туристів з Києва, які і підібрали дівчину. Українці знайшли дівчину в районі впадання в Снєжну притоки Зун-Цаган-Чулутай, нагодували, дали антибіотики і забрали її з собою.
У свою чергу, друга тургрупа з Петропавловська, в складі якої була Наталія Коровіна в призначений час вийшла на місце зустрічі — Патове озеро. При цьому стоянку даної групи бачили рятувальники, які 5 серпня вивозили дітей з Хамар-Дабана. Прочекавши 2 дня, але так і не зустрівши нікого з групи Коровіної, туристи вирішили, що «Коровінці» не встигли до обумовленого часу, тому вирішили продовжити свій похід, нічого не підозрюючи.
18 серпня туристи прибули до Слюдянки, де повідомили про трагедію рятувальникам, які відразу ж замовили вертоліт для пошукових заходів. Проте через негоду пошук з використанням вертольотів почався тільки 21 серпня. На пошуки загиблих висунулася група рятувальників Бурятської пошуково-рятувальної служби, рятувальники з Чити і Гусиноозерська. При цьому пошук ускладнювався тим, що вершини, зазначеної в маршрутній книжці туристичної групи під назвою Третранс, на карті не було.
За спогадами рятувальника Байкальського пошуково-рятувального загону МНС Володимира Зінова: «Ми знали тільки точку результату і знайшли місце ночівлі. З одного боку, таке тундрове плато з великими перегинами ускладнювало пошуки. Плюс до всього постійно йшли дощі, стояли тумани і була низька хмарність. Ми точно знали, що вони (загиблі) були прикриті целофановою плівкою і тому шукали ці плями з целофаном, але ніяк не могли знайти».
В цей же час в горах Хамар-Дабана велися пошуки ще двох хлопців з Омська. Вони пропали безвісти 17 серпня, про що рятувальникам розповіла третя учасниця групи з Омська, яка самостійно дісталася до Іркутська, щоб повідомити про заблукалих товаришів. Дівчина розповіла, що керівник групи 18-річний Іван Васнєв і 18-річна туристка Ольга Індюкова вирушили на розвідку і в призначений час не з'явився до місця збору. Почекавши добу, решта троє туристів з омської групи, залишивши на місці записку і продукти, вирушила до людей. Разом з двома хлопцями з Омська, яких підняли на борт вертольота вже на Снєжні, рятувальники вирушили на пошуки заблукалих.
Васнєва та Індюкову вдалося знайти тільки 24 серпня — вони чекали порятунку біля Снєжної, розтягнувши синій поліетилен на березі. Взявши їх на борт, рятувальники вирушили додому, але по дорозі на схилі гори Третранс побачили тіла загиблих туристів з Петропавловська.
Рятувальниками було проведено обстеження місця події. Було виявлено, що туристи перебували на чистому схилі метрів на 200—250 по прямій нижче головного хребта, в сторону басейну річки Снєжної. До кордону лісу залишалося також метрів 200—300. Тіла туристів лежали на деякій відстані один від одного: першими лежали Крисін і біля його ніг Коровіна. Трохи віддалік від них знайшли тіла Залєсової і Бапанова, також трохи далі поодинці лежали Філіпенко та Швачкін. Тіла всіх туристів вже почали розкладатися, очниці у всіх повністю виїдені. Троє із загиблих були одягнені в тонкі трико (Денис, Таня, Віка), при цьому двоє були босоніж (Тимур, Таня)

«При розтині Бапанова і Філіпенко були виявлені ознаки загального охолодження організму. В м'язах, печінці відсутні поживні речовини, зокрема, глікоген. Все це дало підставу поставити діагноз і визначити причину смерті — дія низької температури. Інших ушкоджень, крім дій комах і личинок мух, виявлено не було».— Інтерв'ю Вікторова В.Г., експерта Бюро судово-медичної експертизи Республіки Бурятія
«У судово-гістологічній лабораторії була проведена гістологічна експертиза органів і тканин туристів. Вона показала морфологічні зміни, характерні для порушення загального кровообігу і дихання, які виразилися в повнокров'ї всіх внутрішніх органів і тканин при загальному недокрів'ї в шкірі і м'язах, крововилив, оскільки порушується проникність стінок кровоносних судин, і набряки легенів. Крім того, експерти виявили дистрофічні зміни, характерні для білкової дистрофії, у внутрішніх органах — серці, печінці, нирках. Додаткові гістохімічні дослідження тканин і печінці, тканин серця у загиблих виявили повне зникнення глікогену, яке характерно при загальному переохолодженні організму. Гістологічна експертиза і гістохімічні дослідження повністю підтвердили діагноз — загальне переохолодження організму, що і стало причиною смерті туристів. Непрямі порушення білкового обміну інформації дозволяє сказати, що у них були явища білкової дистрофії, можливо навіть голодування».— Інтерв'ю Улхутуєва Г. А., завідувача судово-гістологічної лабораторії
У підсумку, кримінальну справу за фактом загибелі туристів групи Коровіної не порушували.

## Склад групи
1. Коровіна Людмила Іванівна (21 листопада 1951), керівник групи і турклубу «Азимут»;
2. Філіпенко Тетяна Юріївна (5 січня 1969), секретар Петропавлівського педагогічного училища, учасник турклубу «Азимут», активний учасник походів;
3. Крисін Олександр Геннадійович (6 липня 1970), студент МГТУ ім. Н. Е. Баумана, в турклубі «Азимут» з 12 років, активний учасник походів, збирався одружитися з донькою Коровіної, Наталією, зробивши їй пропозицію незадовго до походу;
4. Швачкін Денис Вікторович (23 квітня 1974), учасник турклубу «Азимут». Спочатку не розглядався як учасник походу, замінив іншого юнака, якого не відпустили батьки. У свою чергу, сам пішов в похід без дозволу батьків, які перебували на відпочинку, залишивши їм тільки записку: «Поїхав в гори, скоро повернуся»;
5. Уточєнко Валентина (18 вересня 1975), студентка Петропавлівського педагогічного училища за двома спеціальностями — учитель шкільної праці та інструктор шкільного туризму;
6. Залєсова Вікторія (23 жовтня 1976). Спочатку не розглядалася як учасник походу, оскільки раніше в іншому поході з Л. І. Коровіною показала свою неготовність до фізичних та моральних навантажень. Взята в похід за наполяганням своєї матері, що особисто умовила Коровіну.
7. Бапанов Тимур Балгабаєвич (15 липня 1978), виріс в сім'ї туристів-походников, активний учасник турпоходів.

За свідченнями Валентини Уточєнко, члени не були один одному близькими друзями, але як члени турклубу або любителі походів, добре знали один одного. Так, майже в тому ж складі в 1992 році група була в поході в горах Тянь-Шаню.

## Версії загибелі тургрупи

### Загальне переохолодження і помилки керівника тургрупи
Офіційною причиною смерті Коровіної та молодих людей було оголошено переохолодження. Також в загибелі туристів вважають винною керівника групи Л. І. Коровіну.
Я знав її задовго до цього випадку. Дуже красива, вольова, спортивна. Якось раз перетнулися з нею на півночі Байкалу в Хакусах (зима 1982 року). Людмила з двома хлопцями, років 16-17 на вигляд, спустилася з гір в наш табір. Хлопці виглядали занадто виснаженими. Один з них навіть сокиру не міг підняти, щоб дрова наколоти. Ми дали їм чай, хліб. Вони накинулися так, немов ніколи нічого не їли. Коровіна сказала, що практикує школу виживання. Коли група йде в похід з мінімумом їжі та одягу. Так нібито вона їх виховувала, щоб були готові до непередбачених ситуацій. Я обурився. Це ж підлітки! І тоді, в 93-му, ми знайшли останню стоянку групи, де вони снідали. Так ось на цьому місці ми знайшли одну порожню банку з-під тушонки. Холод, дощ, сніг прокидає, а Коровіна, виходить, розпорядилася одну банку тушонки на сімох розділити. Я думав: може бути, обгортки від цукерок або шоколаду знайду. Нічого! Ось так вони і їли — по трохи. Не дивно, що всі разом померли. Організми виснажилися.— З інтерв'ю з Голіусом Юрієм Євгеновичем, заступником начальника пошуково-рятувальної служби Республіки Бурятія.
При цьому рятувальники вважають, що Л. І. Коровіна, практикуючи екстрим-туризм, свідомо нагнітала високий темп походу, бажаючи вийти на зустріч з групою дочки строго в призначений час. Саме тому втомлені туристи вирішили розбити намет на схилі гірської вершини — місці, що легко продувається, а не спускатися до лісу. Все разом це привело до трагедії, яка сталась вранці 5 серпня.
У фільмі-розслідуванні «Чекаю і вірю» турист-дослідник Володимир Жаров наводить дані маршрутної книжки тургрупи Коровіної, з якої випливало, що на кожен день доводилося 510 г продуктів на людину, що при низькій температурі, яка була в ті дні (до +5°), дозволяло лише надіти рюкзак і обігрітися. На рух калорій вже не вистачало і у туристів мав би відчуватися постійний енергодефіцит.
Погіршив ситуацію і той факт, що рятувальники так і не отримували телеграм про вихід петропавлівських груп на маршрут, відправлених зі станції Муріно 2 серпня.

### Отруєння озоном
Даної версії дотримується турист Євген Ольховський, учасник низки спільних походів з Л. І. Коровіною. Він вважає, що група потрапила в місце з високою концентрацію озону, викликану сильним грозовим фронтом, через що організм і не витримав.

### Отруєння хімічними речовинами
Лікар-травматолог з Челябінської області Микола Тарасов вважає, що група потрапила під вплив парів сірчаної кислоти. Отруйний викид через температурну інверсію не розвіявся, а перенісся на велику відстань, а потім разом з опадами утворив великий заражений простір. У Крисіна йшла піна і кров з рота, що є характерними ознаками інгаляційного отруєння. Пари сірчаної кислоти могло принести з Китаю, що можливо у випадках нехтування правилами безпеки при промисловому виробництві. Але ця версія не підтверджується розтином.

## Пам'ять
Тіла загиблих туристів були привезені в Петропавловськ в цинкових трунах для поховання. Всі члени тургрупи поховані 31 серпня на Новопавловському кладовищі.
У 1995 році друзями загиблих було встановлено пам'ятний обеліск на місці трагедії з іменами туристів.